# 2020年吉爾吉斯國會選舉
2020年10月4日，吉尔吉斯斯坦舉行了國會選舉，由親政府政黨取得超級多數議席。選舉結果觸發全國示威，最終中央選舉委員會宣佈結果無效。

## 背景
執政的吉尔吉斯斯坦社会民主党現任總統索隆拜·熱恩別科夫和前總統阿尔马兹别克·阿坦巴耶夫爆發黨內鬥爭後，未有參加是次選舉。而分裂出的多個政黨則個別宣佈競逐國會議席，當中包括親近熱恩別科夫的團結黨，和親近阿坦巴耶夫的社會民主黨。另外，由共和國黨分裂出的故鄉黨，以吾鄉吉爾吉斯名義，與共和國黨合作出戰。祖國社會主義者黨則與自民黨、新氣青年協會、吉爾吉斯綠盟協會組成「吉爾吉斯綠色聯盟」出選。

## 選舉制度
是次選舉改選最高議會全數120席，而全國僅有一個選區，由比例代表制選出議員。候選人需要在全國取得至少7%的選票門檻，以及在七個地區各取至少0.7%選票。單一政黨不能控制超過65個議席。各黨候選人名單需要符合下述條件：男女需各佔至少30%、至少15%候選人是少數族裔、至少15%是三十五歲或以下、至少兩位候選人是殘疾人士。

## 過程
由於國內的2019冠狀病毒病疫情持續，因此選前多個反對黨要求押後選舉，但不成功。而選舉期間，多個政黨被指買票，而多名記者亦據報被騷擾或遇襲。反對者亦斥責選舉開支過大，令沒有寡頭支持的小型政黨難以負擔。

## 結果
團結黨奪得46席，以少於1%民選票之差，擊敗取得45席的吾鄉吉爾吉斯聯盟，而成為最大黨。吉爾吉斯黨取得16席，首次晉身國會的團結吉爾吉斯有13席。四黨之中，只有團結吉爾吉斯一直反對現任政府。數個政黨因得票不足7%而絕跡國會，當中包括2010年革命後就身處國會的故鄉黨。
| 政党               | 政党                             | 票数      | %      | 席数 | +/– |
| ------------------ | -------------------------------- | --------- | ------ | ---- | --- |
|                    | 團結                             | 487,685   | 24.90  | 46   | 新  |
|                    | 吾鄉吉爾吉斯                     | 475,372   | 24.27  | 45   | 新  |
|                    | 吉爾吉斯                         | 174,317   | 8.90   | 16   | –2  |
|                    | 團結吉爾吉斯                     | 141,940   | 7.25   | 13   | +13 |
|                    | 愛國黨                           | 136,276   | 6.96   | 0    | 新  |
|                    | 共和國黨                         | 115,288   | 5.89   | 0    | 新  |
|                    | 故鄉社會主義者黨                 | 80,279    | 4.10   | 0    | –11 |
|                    | 希望之光                         | 66,747    | 3.41   | 0    | 新  |
|                    | 合一                             | 60,305    | 3.08   | 0    | –12 |
|                    | 大運動                           | 46,568    | 2.38   | 0    | 新  |
|                    | 沙文大殊                         | 42,862    | 2.19   | 0    | 0   |
|                    | 社會民主黨                       | 42,460    | 2.17   | 0    | 新  |
|                    | 改革黨                           | 32,795    | 1.67   | 0    | 新  |
|                    | 祖國協定                         | 12,468    | 0.64   | 0    | 新  |
|                    | 中間                             | 4,395     | 0.22   | 0    | 新  |
|                    | 苏联－阿富汗战争之蘇聯退伍軍人黨 | 3,459     | 0.18   | 0    | 新  |
| 反對全部           | 反對全部                         | 35,714    | 1.82   | –    | –   |
| 总共               | 总共                             | 1,958,930 | 100.00 | 120  | 0   |
|                    |                                  |           |        |      |     |
| 有效票数           | 有效票数                         | 1,958,930 | 98.40  |      |     |
| 无效及空白票数     | 无效及空白票数                   | 31,823    | 1.60   |      |     |
| 总票数             | 总票数                           | 1,990,753 | 100.00 |      |     |
| 已登记选民／投票率 | 已登记选民／投票率               | 3,523,554 | 56.50  |      |     |
| 资料来源：CEC、CEC |                                  |           |        |      |     |

## 後續
祖國社會主義者黨及社民黨均質疑選舉結果，並在比什凯克舉行示威。十二個政黨簽署文件，批評選舉出現不公，督促政府將選舉結果作廢，並重新舉行選舉。當局宣布結果時，約4,000人亦在比什凱克舉行示威，16名示威者在警方驅散期間受傷。同時間，國內兩座城市亦有較細規模的示威。到10月5日晚上，一批示威者成功釋放在六月因涉貪而被判囚十一年兩個月的前總統阿坦巴耶夫；示威者又佔領國會和總統辦公室，更有報道指國會大樓部分位置遭到縱火。10月6日全日示威造成1死、590傷，翌日示威再有數百人受傷，而阿坦巴耶夫在10月10日再次被捕。
中央選舉委員會最終在10月6日宣佈選舉結果無效，總理库巴特别克·博罗诺夫和國會議長達斯坦·朱馬貝高夫亦在同日請辭。國會及後宣佈由反對派的愛國黨萨德尔·扎帕罗夫出任代總理，米提白·亞迪達耶夫接任議長。扎帕罗夫出任總理前，仍然因為在2013年挾持一名政府官員而要服刑十一年半。比什凱克和奧什的市長，以及納倫、塔拉斯和伊塞克湖的州長都相繼請辭。十三個反對派政黨宣佈成立「公信協調委員會」，思考政治僵局的出路。10日，亞迪達耶夫辭任議長。11日上午，國會召開會議，並在51名在場國會議員和11名議員委託投票支持下，通過扎帕罗夫的任命，但總統熱恩別科夫在翌日否決提名。13日，國會再次表決通過扎帕罗夫任相，卡勒碧·伊沙耶夫亦在當日接任議長。熱恩別科夫最終同意了任命。
10月15日，熱恩別科夫為免再爆流血衝突，決定請辭。翌日，國會通過總統辭呈，即時生效。根據《吉爾吉斯憲法》，國會議長應繼任總統，但伊沙耶夫曾表示無興趣，因此國會通過總理扎帕罗夫出任代總統。新選舉原本暫定在12月20日舉行，但及後扎帕罗夫推动憲制改革，因此被推遲至2021年6月，讓憲制改革得以推行。